# Mnichovský úvěr
Výrazem Mnichovský úvěr se označuje finanční úvěr, poskytnutý Velkou Británií Československu bezprostředně po uzavření Mnichovské dohody.

## Náhrada za Sudety
Záhy po uzavření Mnichovské dohody poskytla Velká Británie Československu finanční úvěr ve výši 30 milionů liber šterlinků, určených ke kompenzaci ztrát, které Československo utrpělo vlivem uzavření Mnichovské dohody, a k překonání hospodářských těžkostí spojených s odstoupením Sudet nacistickému Německu . Z těchto 30 milionů bylo nakonec poskytnuto jen 10 milionů (z toho 4 miliony jako dar za odstoupení Sudet a 6 milionů jako úvěr) . Peníze byly půjčeny na 1% úrok. Do 15. března 1939, kdy byla zahájena okupace Čech a Moravy, vyčerpalo Československo z 6 milionů úvěru částku 2,5 milionu liber. Ze zbývající částky 3,5 milionu liber vznikl v roce 1940 československý fond (Czecho Slovak financial claims fund), jenž byl spravován britským ministerstvem financí a sloužil k zaplacení závazků československé vlády a některých československých občanů vůči britským věřitelům . Další úvěr poskytla Velká Británie Československu v roce 1940 – to se již jednalo o válečný úvěr (Finanční smlouva mezi vládou Velké Británie a Československou prozatímní vládou (1940)).